# Том Брюс (плавець)
Том Брюс (англ. Tom Bruce, 17 квітня 1952 — 9 квітня 2020) — американський плавець.
Олімпійський чемпіон 1972 року.